# Parc de San Jerónimo
Pour les articles homonymes, voir San Jerónimo.
Le parc de San Jerónimo se situe au Nord-Ouest de la ville andalouse de Séville, en Espagne, dans le quartier de San Jerónimo (es) (District Nord).
À la suite de la construction de la passerelle de San Jerónimo sur le canal Alphonse-XIII en 2011, il est uni au parc de l'Alamillo. Ces deux parcs forment le plus grand espace vert d'Andalousie.

## Histoire
À l'occasion de l'Exposition universelle de 1992, Séville mit sur pied le Plan spécial du parc métropolitain de la Cartuja (Plan Especial del Parque Metropolitano de la Cartuja) : le trajet original du fleuve fut partiellement recreusé vers le nord, permettant à la darse de longer le site de l'Expo, et ses rives furent réaménagées jusqu'au méandre de San Jerónimo,.
Le parc, ouvert au public en octobre 1995, fut aménagé, sur une surface de 148 677 m2, sur un terrain utilisé lors de l'exposition comme pépinière et comme lieu d'acclimatation des plantes arrivant de certains pays américains avant leur transplantation sur le site de l'exposition. En effet, 21 pays ibéro-américains participèrent à cette occasion au programme Raíces (racines) en important 505 variétés végétales,. De nombreux nouveaux aménagements furent faits à la suite d'un projet de 1999.
Dès 2006, dans le cadre du projet d'aménagement de l'environnement et de reforestation des rives du Guadalquivir (Proyecto de Acondicionamiento Ambiental y Reforestación de las Riberas del Guadalquivir) de la Confédération hydrographique du Guadalquivir (Confederación Hidrográfica del Guadalquivir) et de la Gérence d'urbanisme de l'ayuntamiento de Séville (Gerencia de Urbanismo del Ayuntamiento de Sevilla) eut lieu une profonde transformation de la zone située au sud du parc de San Jerónimo, parallèlement à la rue José Galán Merino qui longe l'est du parc : le mur de béton qui isolait le canal des quartiers voisins fut détruit. La série incohérente de terrasses et d'espaces inutilisés qui séparait le canal du niveau supérieur, urbanisé, fut remplacé par un ensemble de prés et de chemins asphaltés de couleur jaune qui connectent la rue et les rives. Ces aménagements permettent aux promeneurs, le long de la rive gauche du canal, de joindre par des sentiers le pont de las Delicias, 8 km au sud. De plus, une passerelle piétonne fut construite au-dessus du canal à son extrémité nord, reliant le parc de San Jerónimo au parc de l'Alamillo. Ces deux parcs forment, depuis, avec 148 000 m2, le plus grand espace vert d'Andalousie.
Le parc de San Jerónimo, tout comme le méandre et le quartier voisin homonymes, doivent leur nom au monastère de San Jerónimo de Buenavista, fondé au XVe siècle, dont les ruines sont visibles depuis le parc.

## Description
Le parc forme un fin triangle posé sur sa pointe. Il est limité à l'Ouest par l'extrémité nord du canal Alphonse-XIII (à l'endroit où se trouvait le méandre de San Jerónimo avant que le Guadalquivir ne soit dévié vers l'ouest de la ville), au Nord par la rocade autoroutière SE-20 et par la station de traitement des eaux usées de San Jerónimo et à l'Est par la rue José Galán Merino.
À proximité de l'entrée originelle du parc se trouve une zone dans laquelle furent plantées des espèces végétales propres aux rives fluviales locales : peupliers blancs, peupliers noirs, frênes à feuilles étroites et saules. Des Pyracantha coccinea, des belombras et un Ficus microcarpa décorent également l'entrée du parc,.
Dans le canal sont plantés des roseaux communs et des tamaris ; au bord du canal se trouvent des saules et des sorbiers. Des peupliers longent à cet endroit la promenade et la piste cyclable ; des frênes ornent le talus à l'est et des ormes et des micocouliers de Provence la zone supérieure.
La partie ouest du parc est plantée d'ormes de Sibérie, d'ormes de montagne et de frênes (en grande partie des frênes élevés, mais aussi quelques frênes à fleurs) ; des Tipuana tipu se trouvent vers l'aire de jeux. La partie est du parc est plantées de pins et de Tipuana tipu ; près de la rue José Galán Merino se trouvent des filaos, des chênes soyeux d'Australie et plusieurs rangées de Brachychiton populneus, isolant visuellement et olfactivement la station de traitement des eaux usées. Au même endroit sont dispersés des cyprès de Lambert et une rangée de cyprès communs. À proximité se trouve une grande zone destinée à la culture écologique de légumes : los Huertos de Ocio (les Potagers de Loisirs), parcelles cultivées écologiquement par les riverains,.
La promenade principale est ornée d'une double ligne d'orangers amers, de frênes et d'une haie de Pyracantha coccinea. À l'approche du monument, ils font place à des troènes du Japon. Des pittospores de Chine, des lauriers-roses, des myrobolans et des Photinia serratifolia y sont également plantés,.
Les chemins transversaux sont plantés de Tipuana tipu, de troènes du Japon, de Brachychiton populneus, de pins blancs de Provence, de pins à pignons, de mimosas de Constantinople et d'oliviers de Bohême. À côté fut créée une pépinière forestière dans laquelle prolifèrent des espèces autochtones des régions montagneuses d'Andalousie, comme des chênes verts et des chênes-lièges. Parmi les autres espèces végétales présentes sur le site, citons des palmiers dattiers dans les zones d'accès, des Washingtonia et, au bord de l'eau, quelques eucalyptus, un févier d'Amérique et un Parkinsonia,.
À l'extrémité nord du parc se trouve un monument à Christophe Colomb appelé El Nacimiento del Hombre Nuevo, plus souvent cité comme L'Œuf de Colomb, œuvre de l'artiste russe d'origine géorgienne Zourab Tsereteli ; il fut offert par la ville de Moscou à la ville de Séville et inauguré le 9 octobre 1995,,. Le monument est placé dans un bassin, sur une grande place circulaire entourée d'ormes champêtres. Derrière eux se trouvent quelques exemplaires de cyprès de l'Arizona, des Casuarina, des chênes et des chênes-lièges,.

## Galerie

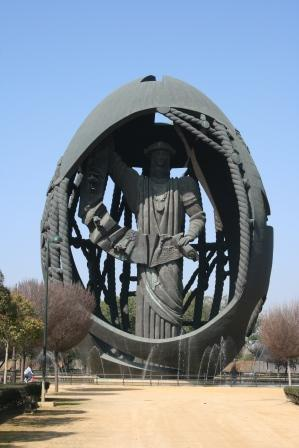
El Nacimiento del Hombre Nuevo, œuvre de Zourab Tsereteli.
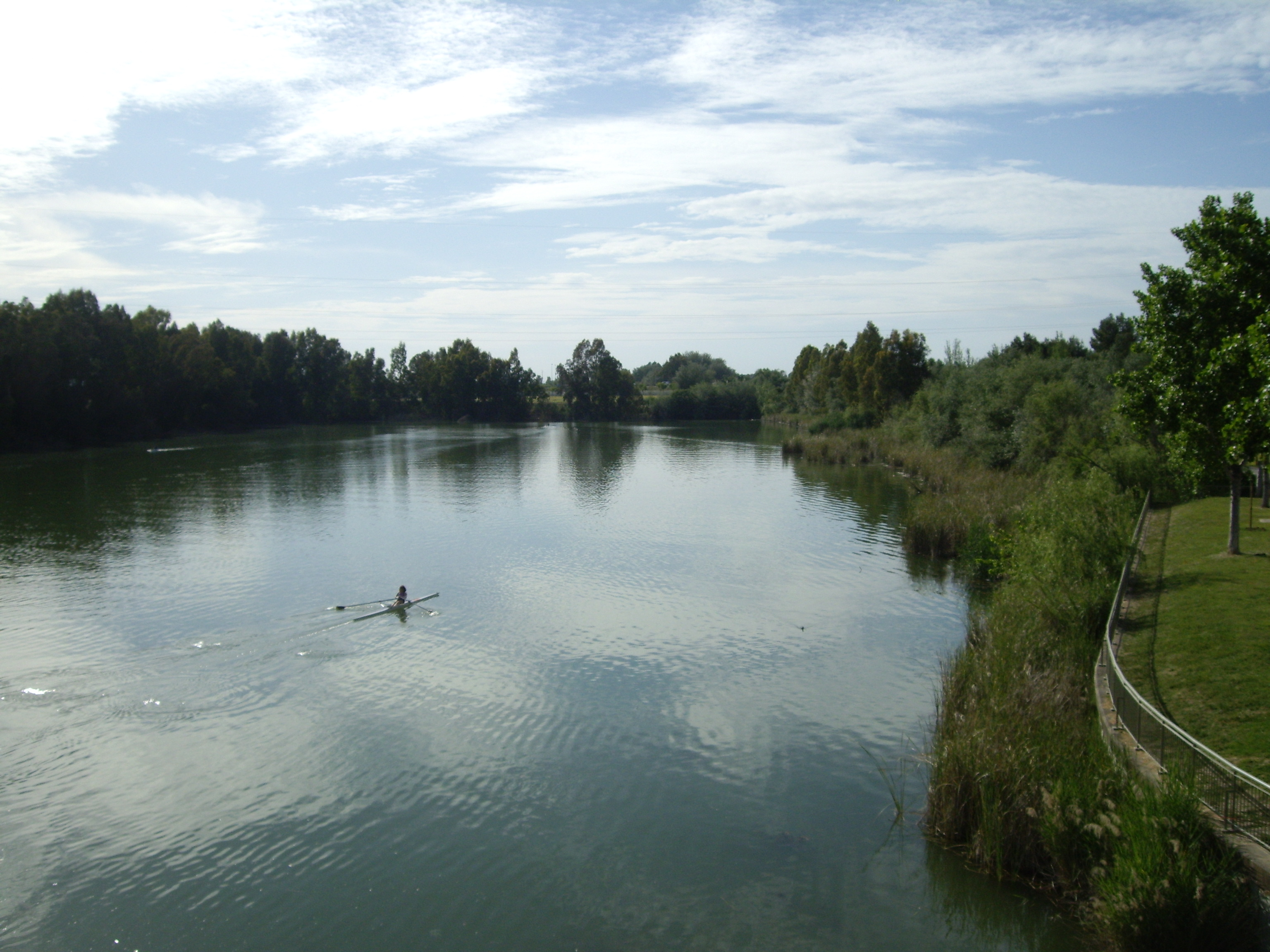
L'extrémité nord du canal Alphonse-XIII.
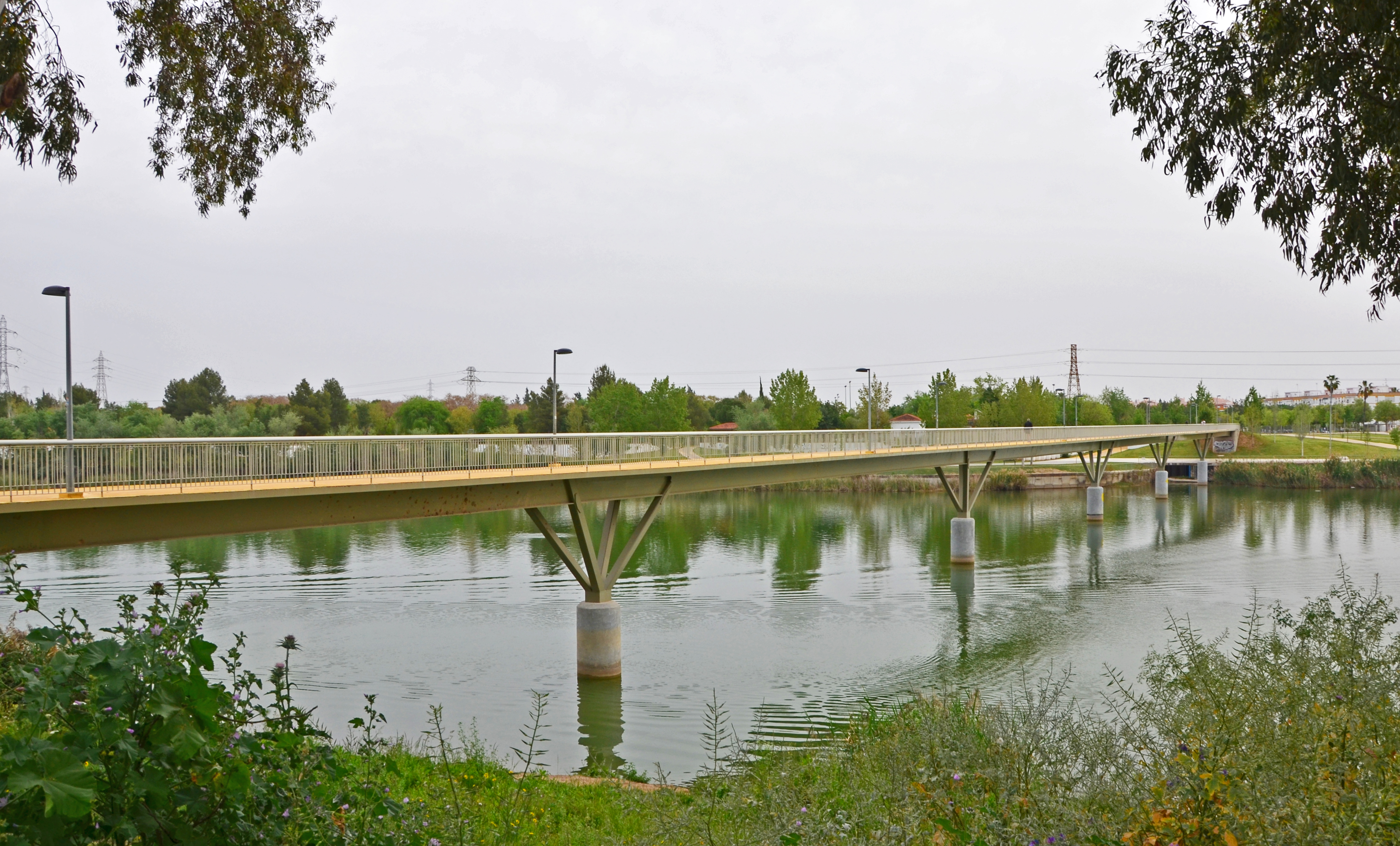
La passerelle de San Jerónimo photographiée depuis la rive droite du canal Alphonse-XIII.